# Mary Morrison
Mary Louise Morrison (* 9. November 1926 in Winnipeg/Manitoba) ist eine kanadische Sängerin (Sopran) und Gesangspädagogin.

## Leben und Wirken
Morrison studierte zwischen 1942 und 1944 Klavier bei Mary Bornoff und Gesang bei Doris Lewis und John Goss. Sie trat als Jugendliche in Rundfunksendungen auf und gewann beim Manitoba Music Competition Festival 1944 den Tudor Bowl und den Rose Bowl. Von 1945 bis 1948 war sie am Royal Conservatory of Music Schülerin von Myrtle Rose Guerrero (Klavier), Ernesto Vinci (Gesang) und Emmy Heim (Liedgesang), 1948 nahm sie außerdem Unterricht bei Greta Kraus und Weldon Kilburn.
Nach ihrem Debüt mit dem Toronto Symphony Orchestra 1947 trat sie in den 1950er und 1960er Jahren im Rundfunk (insbesondere für die CBC) und auf der Bühne (u. a. mit der Canadian Opera Company) als Opernsängerin auf. Daneben war sie auch Solistin in zahlreichen Aufführungen von sinfonischen Werken und Oratorien. Mit Robert Aitken und Marion Ross bildete sie das Lyric Arts Trio, mit dem sie durch Nordamerika, Skandinavien, Japan, Island, Frankreich, Polen und England tourte.
Ihr besonderes Interesse galt der zeitgenössischen kanadischen Musik. So sang sie 1953 bei einem Konzert der Canadian League of Composers Werke von Jean Papineau-Couture und Oskar Morawetz, 1956 die Uraufführung von Harry Somers’ The Fool und 1964 R. Murray Schafers Geography of Eros. Ihr Abschiedskonzert gab sie 1985 an der University of Toronto.
1951 heiratete Morrison den Komponisten Harry Freedman und sang in den Folgejahren in vielen seiner Film- und Ballettmusiken. 1976 war sie Artist in Residence an der Simon Fraser University. Von 1976 bis 1984 unterrichtete sie Gesang an der University of Western Ontario, außerdem von 1976 bis 1979 an der McMaster University. Ab 1979 unterrichtete sie an der Musikfakultät der University of Toronto und gab Kurse an der Academy of Singing des Banff Centre for the Arts sowie zwischen 1987 und 1989 am Atelier lyrique de l'Opéra de Montréal.
Außerdem wirkte Morrison als Jurorin verschiedener Wettbewerbe sowie als Vorstand der New Music Concerts, der Sir Ernest MacMillan Memorial Foundation, des Toronto Arts Council und der Toronto Arts Awards. 1968 wurde sie zum Officer des Order of Canada ernannt, 1985 erhielt sie die Verdienstmedaille der Stadt Toronto. In Anerkennung ihrer Verdienste um die neue Musik in Kanada wurde sie 2009 Botschafterin des Canada Music Centre. Ihre Schwester Kathleen Morrison Brown schlug ebenfalls eine Laufbahn als Sängerin ein.